# Viničné Hory
Viničné Hory (německy Weinberge) byla v letech 1788–1867 obec v sousedství Prahy, později dala vzniknout obci, městu a městské části Královské Vinohrady, dnes Praha-Vinohrady.
V roce 1788 byla v sousedství (za hradbami) města Prahy vytvořena katastrální obec Viničné Hory, která pokrývala rozsáhlé území dnešního Žižkova, Vinohrad a severovýchodního okraje Nového Města. Byla do ní začleněna rovněž západní část Olšan, zatímco zbývající část Olšan byla přičleněna ke katastrálnímu území Strašnice. Pro území bylo charakteristické rozptýlené osídlení formou usedlostí.
Viniční úřad sídlil v usedlosti čp. 457/II, nyní Ke Karlovu 7. Dochovaný dvojtraktový dům ze 2. čtvrtiny 18. století byl v roce 1793 doplněn o dvorní přístavbu a roku 1818 jej upravil stavitel Karel Pollak.. Přiléhala k němu vinice, nazývaná Popelářka asi od roku 1822 podle majitelů domu, Václava a Rosalie Popelářových. Václava Popeláře v pozdějším věku portrétoval Václav Mánes. 
V roce 1867 byla katastrální obec Viničné Hory přejmenována na Královské Vinohrady, avšak již po osmi letech (v roce 1875) byla tato obec rozdělena na dvě obce s názvy Královské Vinohrady I. (pozdější Žižkov) a Královské Vinohrady II. Po roce 1877 byl pro obec Královské Vinohrady I. přijat název Žižkov a obec Královské Vinohrady II. dostala původní název Královské Vinohrady (a v roce 1879 byla povýšena na město).